# Georges Matheron
Georges François Paul Marie Matheron (2. prosince 1930 – 7. srpna 2000) byl francouzský matematik a geolog. Je znám jako zakladatel geostatistiky a spoluzakladatel (s Jean-Pierrem Serrou) matematické morfologie. V roce 1968 vytvořil na Pařížské důlní škole Centrum geostatistiky a matematické morfologie (Centre de Géostatistique et de Morphologie Mathématique). Je znám díky svému přínosu při definování krigování a matematické morfologie. Jeho klíčová práce je zveřejněna ke studiu a k nahlédnutí v online knihovně Centra geostatistiky ve Fontainebleau ve Francii.

## Mládí
Matheron absolvoval École Polytechnique a později Pařížskou důlní školu (École de Mines de Paris), kde studoval matematiku, fyziku a teorii pravděpodobnosti (jako student Paula Lévyho).
V letech 1954 – 1963 se podílel na francouzském geologickém průzkumu v Alžírsku a ve Francii. Byl ovlivněn prací Krigeho, Sichela a Wijse z jihoafrické školy zabývající se zlatými ložisky v pohoří Witwatersrand. Tento impulz ho vedl k vytvoření základů teorie pro odhad zdrojů, kterou nazval geostatistika.

## Geostatistika
Matheronova [Formule de Minerais Connexes] se stala jeho Note Statistique No. 1. 25. listopadu 1954. V tomto článku Matheron odvodil míru asociativní závislostí základních vzorků mezi olovem a stříbrem. 13. ledna 1955 upravil v jeho Rectificatif aritmetický průměr tříd olova a stříbra, protože jeho jádrové vzorky se odlišovaly v délkách. Odvodil, že délkově-váhový průměr olova a stříbra stoupne, ale nedokázal odvodit odchylky jeho vážených průměrů. Taktéž neodvodil míru asociativní závislosti mezi kovovými třídami základních vzorků jako měření prostorové závislosti mezi základními vzorky. Nezveřejnil jeho původní soubor údajů a pracoval většinou raději se symboly než se skutečně naměřenými hodnotami těchto zkušebních výsledků pro olovo a stříbro v základních vzorcích. 29. listopadu 1954 Matheronove Interprétation des corrélations entre variables aléatoires lognormales byli označeni za Note statistique No. 2. V tomto dokumentu Matheron prozkoumal logaritmicko-normální proměnné a připravil půdu pro statistiku s používáním symbolů. Primární data mu umožnila posoudit, zda se olovnaté a stříbrné stupně odchýlí od lognormální distribuce nebo zobrazí prostorové závislosti podél hlavních vzorků ve svém vrtu.
Matheron jako poprvé použil eponymům krigeage (kriging) v jeho Krigeage d'un Panneau Rectangulaire par sa Périphérie v roce 1960. V tomto Note géostatistique No. 28, Matheron odvodil k* jako jeho odhad a předzvěst na kriging odhadu nebo kriging odhadce. V matematické statistice, Matheronovo k* je délkově-váhový průměr jednoho panneau v jeho dokumentu. Co se mu nepodařilo odvodit v tomto dokumentu bylo var(k*) jako rozptyl jeho odhadu. Matheron prezentoval jeho Stationary Random Function na prvním kolokviu geostatistiky v USA. Odvolával se na Brawnův pohyb s podmínkou kontinuity jeho Reimannovho integrálu, ale nevysvětlil, co mají Brawnův pohyb a rudná ložiska společného. Matheron, na rozdíl od John von Neumanne v roce 1941 a Anderse Halda v roce 1952, nikdy nepracoval s Reimannovými shrnutími. Nebyl to Profesor Dr. Georges Matheron, ale Dr. Frederik P. Agterberg, který odvodil délkově-váhový průměr ze souboru naměřených hodnot zjištěných u vzorků ve vybraných polohách s různými souřadnicemi v prostoru pro vzorky. Co Agterberg neudělal, bylo, že neodvodil rozptyl této funkce.
Matheron skutečně odvodil délkově-vážené průměrné stupně jádrových vzorků a rudných bloků, ale neodvodil rozdílnost těchto funkcí. Časem, délkově-vážené průměry stupňů pro Matheronův trojrozměrný blokový stupeň, byly nahrazeny délkově-váženého průměru třídy pro Agterbergův nula rozměrný bod. Obě hlavní hodnoty se proměnili na zdvořilostní kriged odhady nebo kriged odhadcův. Nekonečná množina Agterbergových nula rozměrných bodů zapadá do všech rudových bloků, podél všech vrtů, anebo dovnitř každé vzorkovací jednotky nebo vzorkový prostor. Matheronovy blokové stupně a Agterbergovy bodové stupně jsou jedinečné, protože obě funkce jsou bez rozdílů.

## Matematická morfologie
V roce 1964 Matheron vedl disertační práci Jeana Serry, která se zaobírala vyčíslením rudných vlastností Lorreaineových železných ložisek. Serra měl nápad použít strukturální prvky pro analýzu, což vedlo k pojmu nesoustavné proměny. Teoretická analýza této proměny vedla Matherona k odvození a zkoumání pojmů eroze, dilatace, otevření a zavření, které se později staly známými jako základní operátory. Vyvinul též nástroj pro granulometrii, tj. výpočet „distribuce velikostí“, kde se pojem velikosti charakterizuje matematicky. V prosinci 1964 nazvali Matheron a Serra spolu s Phillipem Formerym tuto metodu matematickou morfologií, která se do dnešní doby vyvinula do teorie a metody, jež se používá v celé řadě problémů a úkolů zpracování obrazu a zkoumá se po celém světě. Matheron se pak dál podílel v rozvíjení matematické morfologie. V 80. letech vyvinul společně se Serrou teorii morfologické filtrace, která se stala jejich nejznámějším příspěvkem v oboru.

## Centrum geostatistiky a matematické morfologie
V roce 1968 otevřela Pařížská důlní škola ve Fontainebleau Centrum matematické morfologie (Centre de Morphologie Mathématique) a jmenovala Matherona jeho prvním ředitelem. V roce 1979 bylo centrum přeměněno na Centrum geostatistiky a matematické morfologie (Centre de Géostatistique et de Morphologie Mathématique) a v roce 1986 bylo současné centrum rozděleno na dvě samostatná střediska: Centre de Géostatistigue řízené Matheronem a Centre de Morphologie Mathématique řízené Serrou.

## Díla
- Traité de géostatistique appliquée, Editions Technip, Francie, 1962–63, kde Matheron uvádí základní nástroje lineární geostatistiky: variografii, odchylky odhadu a disperze, a Kriging.
- Jeho disertační práce: Les variables régionalisées et leur estimation: une application de la théorie des fonctions aléatoires aux sciences de la nature, publikovaná Massonem v roce 1965, Paříž.
- Elements pour une théorie des milieux poreux, Masson, Paříž, 1967,která zahrnuje Matheronovou práci na hydrodynamice.
- The theory of regionalised variables and its applications, 1971, příručka geostatistiky pro studenty a výzkumné pracovníky.
- Random sets and integral geometry, John Wiley & Sons, 1975, ISBN 978-0-471-57621-1, poskytuje jeho přínos k teorii náhodných množin
- Estimating and Choosing: An Essay on Probability in Practice, Springer, 1989, ISBN 978-0-387-50087-4, novější příručka pro geostatistiku.